# Juan Roca
Juan Roca Brunet (ur. 27 października 1950 w Hawanie, zm. 10 lipca 2022 tamże) – kubański koszykarz. Brązowy medalista olimpijski z Monachium.
Brał udział w dwóch edycjach letnich igrzysk olimpijskich (XX Letnie Igrzyska Olimpijskie Monachium 1972, XXI Letnie Igrzyska Olimpijskie Montreal 1976). W 1972 roku Kubańczycy zajęli trzecie, a w 1976 roku siódme miejsce. W 1971 roku był brązowym medalistą VI Igrzysk Panamerykańskich, które zorganizowane zostały w Cali. Brał również udział w VII Mistrzostwach Świata w Portoryku w 1974 roku (czwarte miejsce).